# Hoël II Bretoński
Hoël II (ur. 1027 lub 1028, zm. 13 kwietnia 1084), książę Bretanii i hrabia Cornuaille, syn Alana, hrabiego Cornuaille, i Judyty, córki Judicaëla, hrabiego Nantes.
W 1058 r. został hrabią Cornuaille jako Hoël V. Po śmierci matki w 1063 r. został hrabią Nantes. W 1066 r., po śmierci swojego szwagra Conana II, został księciem Bretanii. Jego żona zmarła w 1072 r. i od tamtej pory jego prawa do władania Bretanią zaczęły być kwestionowane. W latach 1075–1077 Hoël musiał stawić czoło rebelii swoich lenników, wspieranej przez króla Anglii Wilhelma Zdobywcę.
Jego żoną była od 1066 r. Jadwiga (1027 – 1072), córka księcia Bretanii Alana III i Berty, córki Odona II, hrabiego Blois. Hoël i Jadwiga mieli razem trzech synów i dwie córki:
- Alan IV Fergant (ok. 1060 – 13 października 1119), książę Bretanii
- Mateusz II, hrabia Nantes
- Odon
- Adelajda (zm. 1152), opatka w Rennes
- Jadwiga